# Solana de Palles
La Solana de Palles és una solana del terme municipal de Conca de Dalt, a l'antic terme d'Hortoneda de la Conca, al Pallars Jussà, en territori que havia estat de l'antic poble de Perauba.
Es troba a llevant d'Hortoneda, a prop del límit nord del terme municipal, proper al terme municipal de Baix Pallars, del Pallars Sobirà. És a la dreta de la llau de la Solana de Palles, al nord de l'Obaga de Sacoberta i al nord-oest del Pletiu de la Solana de Palles. És el vessant meridional del Serrat dels Trossos dels Arrendadors.